# Ardatovskij rajon (Oblast' di Nižnij Novgorod)
L'Ardatovskij rajon (in russo Ардатовский район?) è un rajon dell'Oblast' di Nižnij Novgorod, nella Russia europea; il capoluogo è Ardatov.